# Миљана Ивановић
Миљана Ивановић (рођена 17. мај 2000) је српска фудбалерка која игра на позицији нападача и наступила је за женску фудбалску репрезентацију Србије.

## Каријера
Миљана Ивановић је ограничена на репрезентацију Србије, и појављује се за тим током ФИФА квалификације за светски куп за жене (2019).